# Парквуд (Каліфорнія)
Парквуд (англ. Parkwood) — переписна місцевість (CDP) в США, в окрузі Мадера штату Каліфорнія. Населення — 2307 осіб (2020).

## Географія
Парквуд розташований за координатами 36°55′45″ пн. ш. 120°2′54″ зх. д. / 36.92917° пн. ш. 120.04833° зх. д. (36.929271, -120.048197).  За даними Бюро перепису населення США в 2010 році переписна місцевість мала площу 1,81 км², уся площа — суходіл.

## Демографія
Згідно з переписом 2010 року, у переписній місцевості мешкало 2268 осіб у 564 домогосподарствах у складі 478 родин. Густота населення становила 1255 осіб/км².  Було 601 помешкання (333/км²).
Расовий склад населення:
| - 50,2 % — білих - 5,4 % — чорних або афроамериканців - 2,1 % — корінних американців - 1,0 % — азіатів - 35,9 % — осіб інших рас |

До двох чи більше рас належало 5,4 %. Частка іспаномовних становила 78,7 % від усіх жителів.
За віковим діапазоном населення розподілялося таким чином: 35,0 % — особи молодші 18 років, 57,6 % — особи у віці 18—64 років, 7,4 % — особи у віці 65 років та старші. Медіана віку мешканця становила 26,9 року. На 100 осіб жіночої статі у переписній місцевості припадало 102,3 чоловіків;  на 100 жінок у віці від 18 років та старших — 96,9 чоловіків також старших 18 років.
Середній дохід на одне домашнє господарство  становив 49 199 доларів США (медіана — 41 250), а середній дохід на одну сім'ю — 46 655 доларів (медіана — 47 538). За межею бідності перебувало 31,2 % осіб, у тому числі 33,9 % дітей у віці до 18 років та 46,1 % осіб у віці 65 років та старших.
Цивільне працевлаштоване населення становило 973 особи. Основні галузі зайнятості: транспорт — 18,4 %, сільське господарство, лісництво, риболовля — 13,8 %, освіта, охорона здоров'я та соціальна допомога — 13,3 %.